# Opabin Lake
Opabin Lake är en sjö i Kanada.   Den ligger i provinsen British Columbia, i den centrala delen av landet, 3 000 km väster om huvudstaden Ottawa. Opabin Lake ligger 2 275 meter över havet.
Trakten runt Opabin Lake består i huvudsak av gräsmarker. Trakten runt Opabin Lake är nära nog obefolkad, med mindre än två invånare per kvadratkilometer.